# Jude Thaddeus Okolo
Jude Thaddeus Okolo (ur. 18 grudnia 1956 w Kano) – nigeryjski duchowny katolicki, arcybiskup, nuncjusz apostolski w Czechach.
2 lipca 1983 otrzymał święcenia kapłańskie z rąk kardynała Francisa Arinze i został inkardynowany do archidiecezji Onitsha. W 1986 rozpoczął przygotowanie do służby dyplomatycznej na Papieskiej Akademii Kościelnej. 
2 sierpnia 2008 został mianowany przez Benedykta XVI nuncjuszem apostolskim w Republice Środkowoafrykańskiej i Czadzie oraz arcybiskupem tytularnym Novica. Sakry biskupiej 27 września 2008 udzielił mu kardynał Francis Arinze.
7 października 2013 papież Franciszek mianował go nuncjuszem apostolskim w Dominikanie i delegatem apostolskim w Portoryko.
13 maja 2017 został nuncjuszem apostolskim w Irlandii.
1 maja 2022 przeniesiony do nuncjatury apostolskiej w Czechach.